# Rybnoje
Rybnoje (russisch Рыбное) ist eine Stadt in der Oblast Rjasan (Russland) mit 18.380 Einwohnern (Stand 14. Oktober 2010).

## Geografie
Die Stadt liegt knapp 20 km nordwestlich der Oblasthauptstadt Rjasan an der Woscha, einem rechten Nebenfluss der in die Wolga mündenden Oka.
Die Satellitenstadt Rjasans ist Verwaltungszentrum des gleichnamigen Rajons.

## Geschichte
Der Ort wurde erstmals 1597 als Dorf Rybino urkundlich erwähnt. Der Name ist vom russischen ryba für Fisch abgeleitet.
Nach dem Eisenbahnbau wuchs das Dorf ab Ende des 19. Jahrhunderts schnell, erhielt 1947 den Status einer Siedlung städtischen Typs und 1961 das Stadtrecht.

### Bevölkerungsentwicklung
| Jahr | Einwohner |
| ---- | --------- |
| 1897 | 1.500     |
| 1939 | 3.025     |
| 1959 | 10.186    |
| 1970 | 17.293    |
| 1979 | 17.789    |
| 1989 | 18.672    |
| 2002 | 19.150    |
| 2010 | 18.380    |

Anmerkung: Volkszählungsdaten (1897 gerundet)

## Kultur, Bildung und Sehenswürdigkeiten
In Rybnoje gibt es ein Heimatmuseum, im nahen Dorf Konstantinowo befindet sich ein Sergei-Jessenin-Gedenkmuseum – der Dichter (1895–1925) wurde dort geboren.
In Rybnoje befinden sich ein Wissenschaftliches Forschungsinstitut für Pferdezucht (NII konewodstwa) und ein Wissenschaftliches Forschungsinstitut für Bienenzucht (NII ptschelowodstwa).

## Wirtschaft und Infrastruktur
Die Stadt liegt an der 1864 eröffneten Eisenbahnstrecke Moskau–Rjasan (Streckenkilometer 180). Hier befindet sich ein bedeutender Rangierbahnhof mit großem Depot und Werkstätten, welche die wichtigsten Betriebe der Stadt sind. Daneben gibt es Unternehmen der Lebensmittelindustrie, basierend auf den Erzeugnissen des umliegenden Landwirtschaftsgebietes.
Die Fernstraße M6 Moskau–Rjasan–Tambow–Wolgograd–Astrachan führt an Rybnoje südwestlich vorbei.

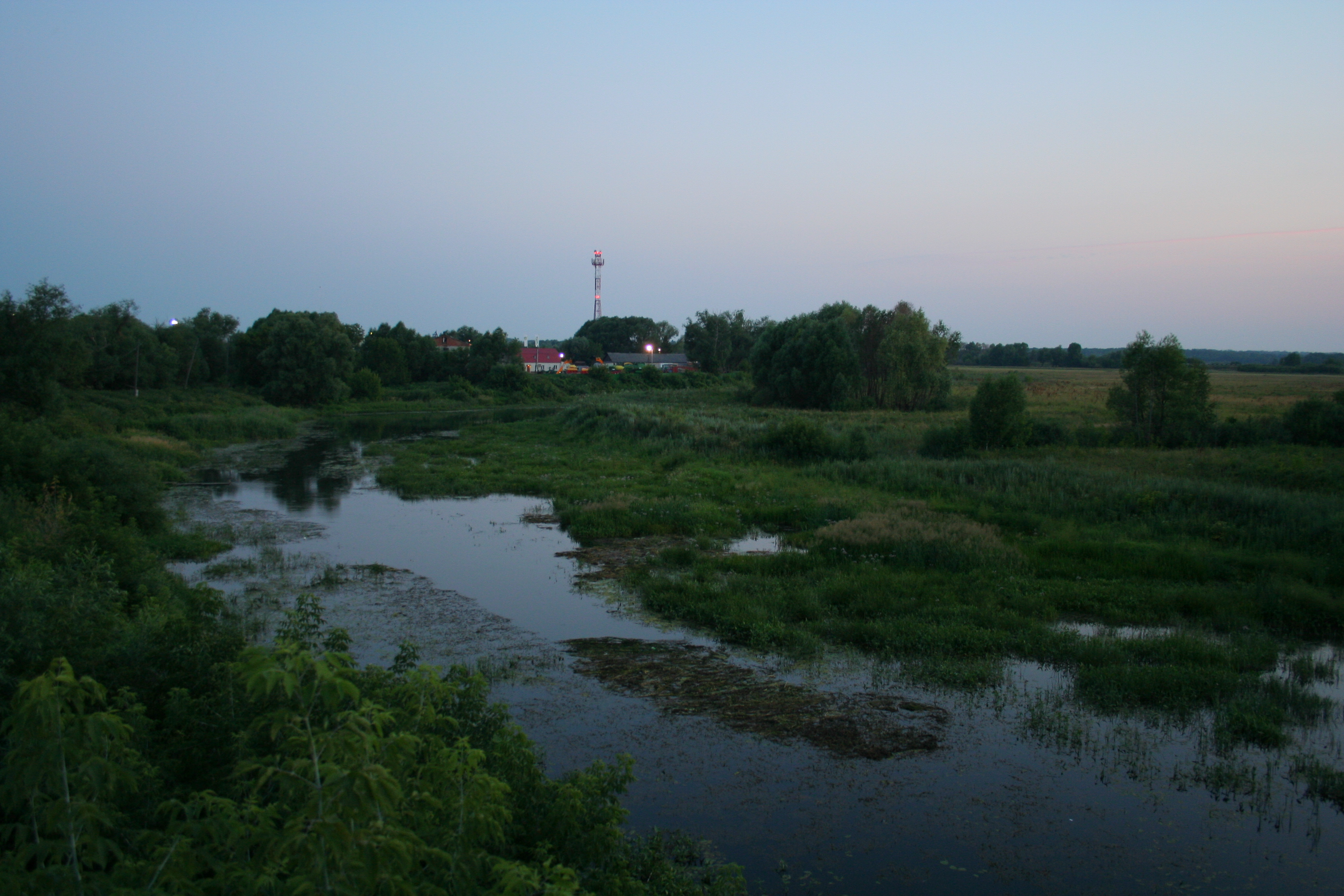
Die Woscha in Rybnoje
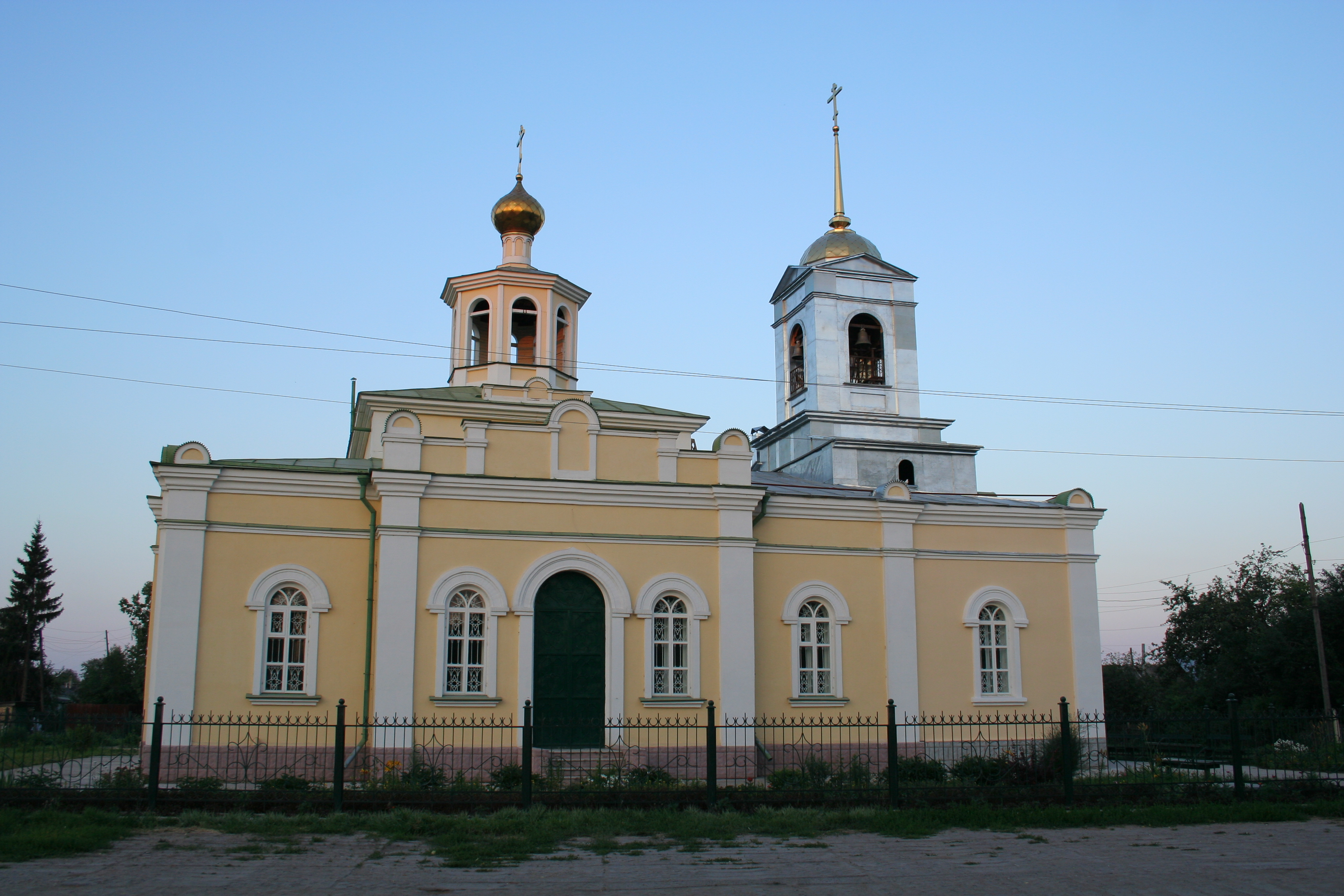
Nikolauskirche
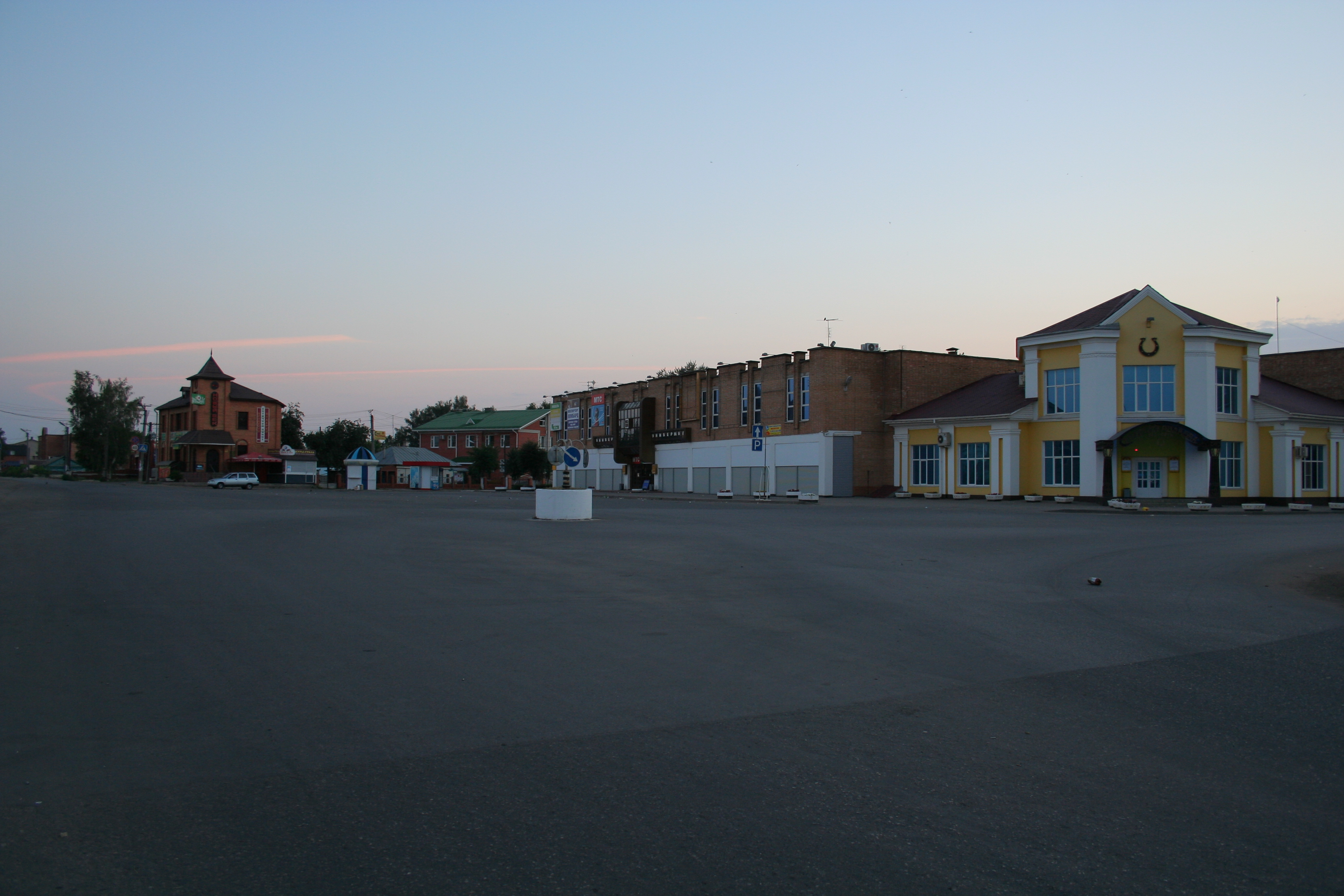
Bahnhofsvorplatz
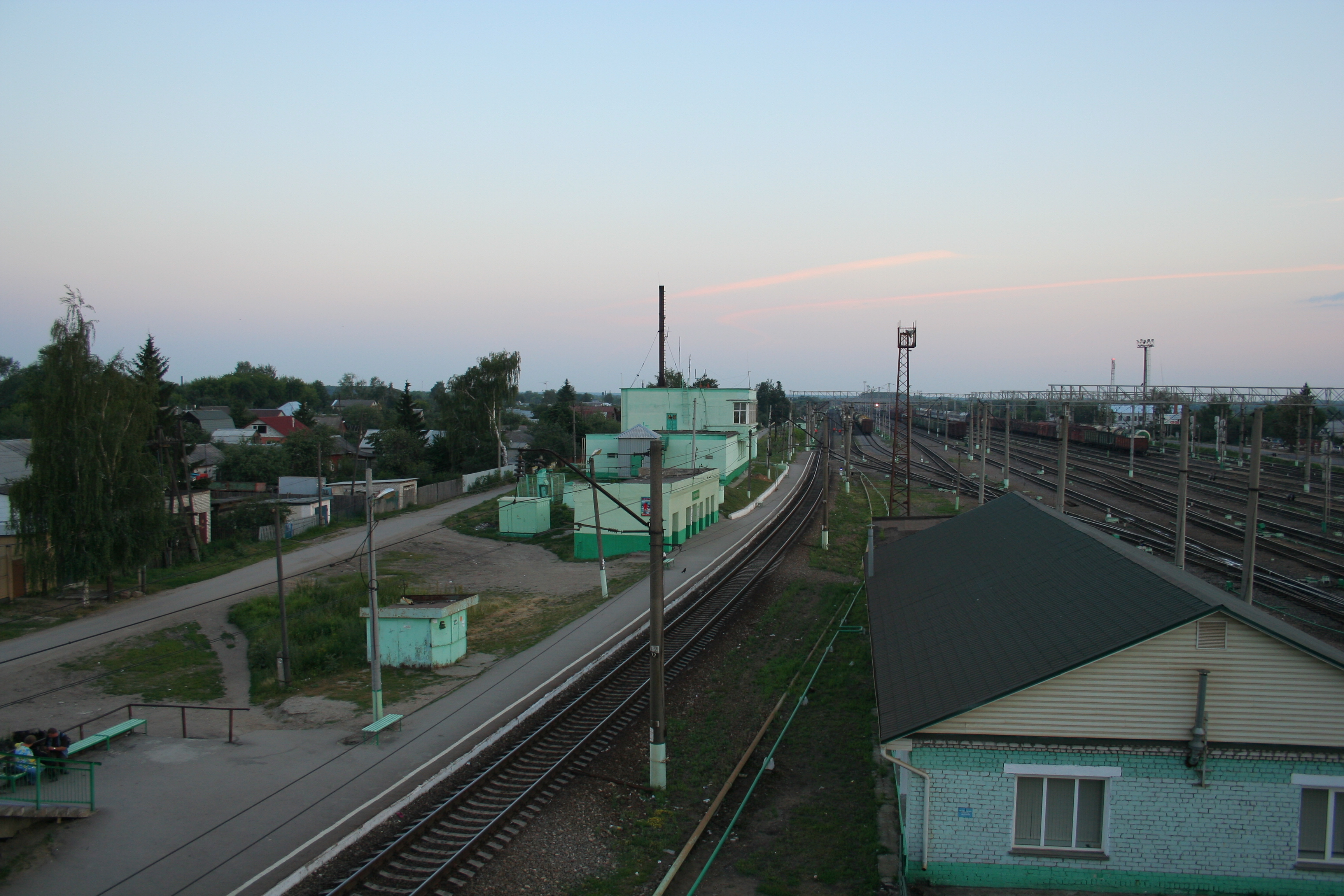
Bahnhof Rybnoje, Gleisanlagen